# Manuscrito em folha de palmeira

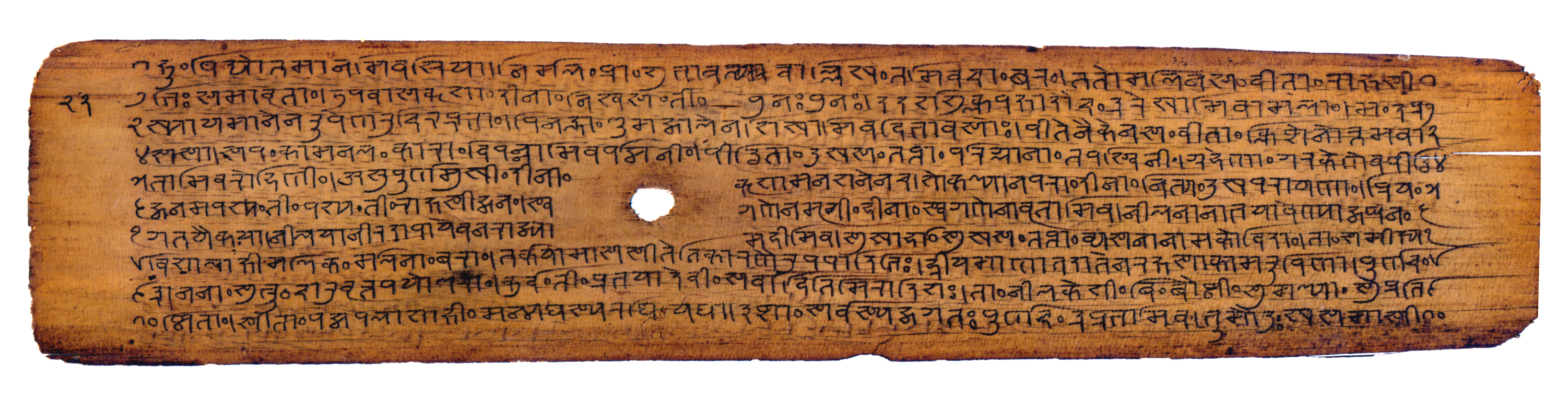
Um manuscrito em folha de palmeira na escrita Nandinagari

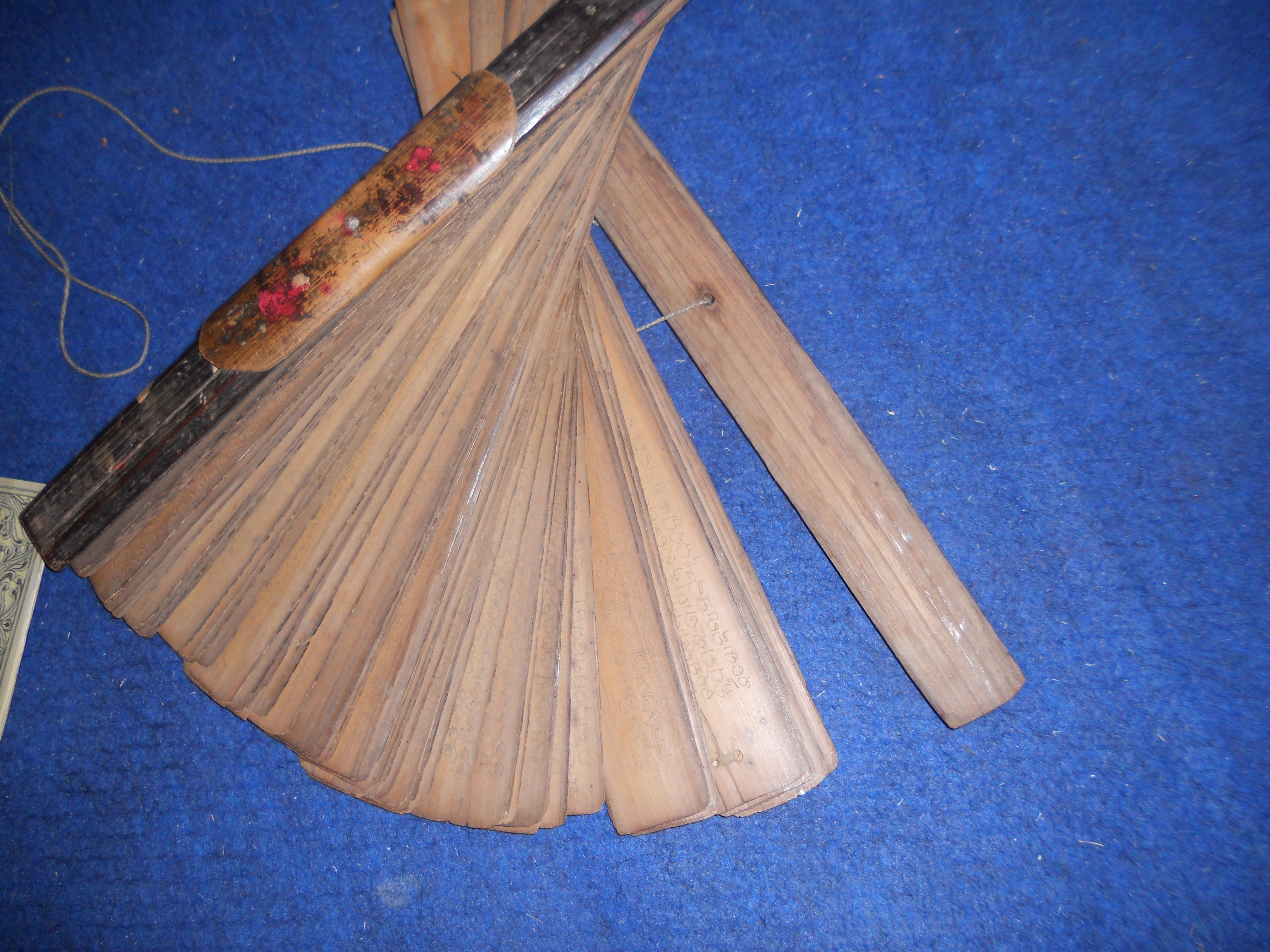
Manuscritos em folha de palmeira do século XVI em escrita oriá

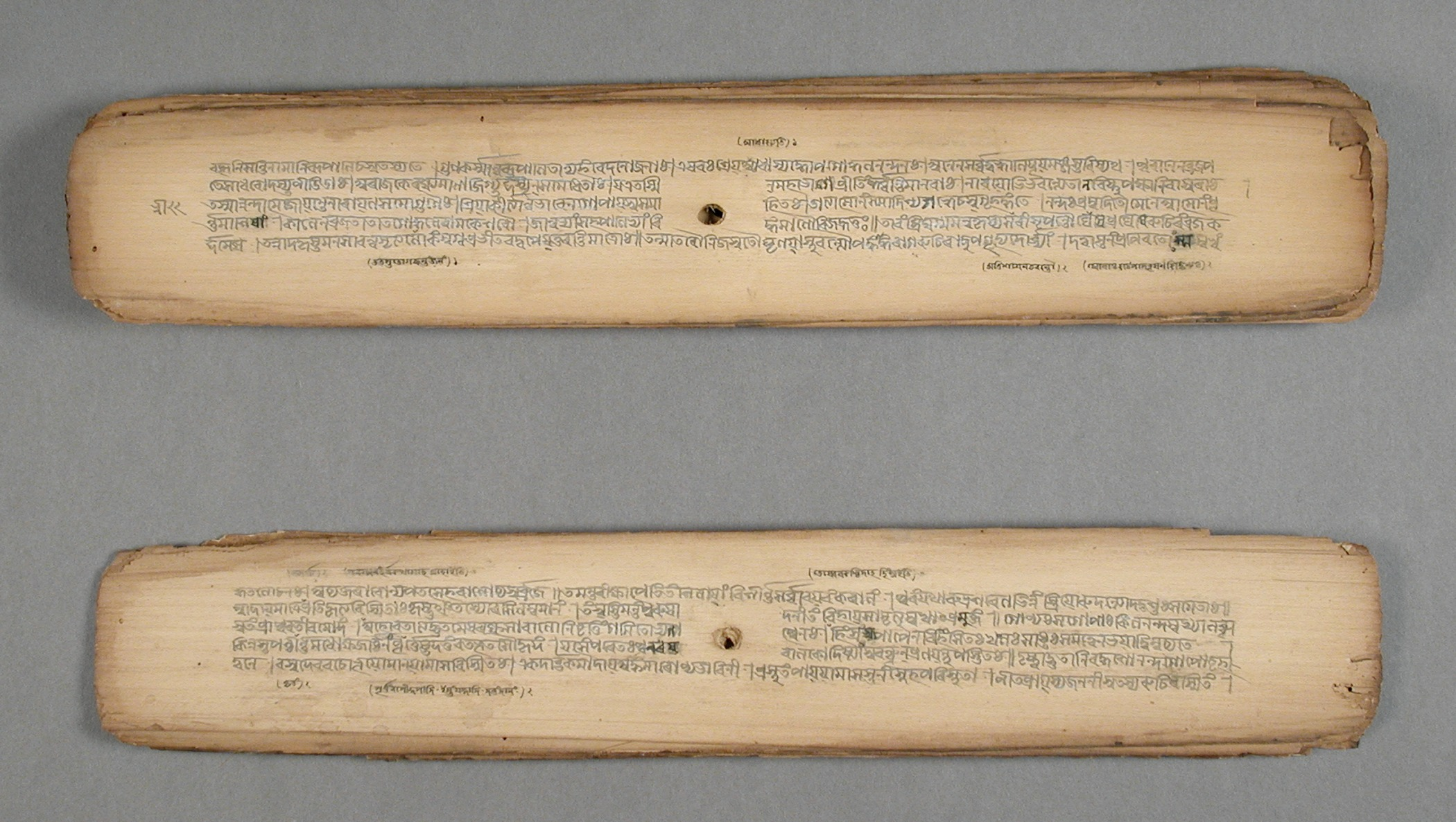
Bhagavata Purana, manuscrito hindu em folha de palmeira do século XVI

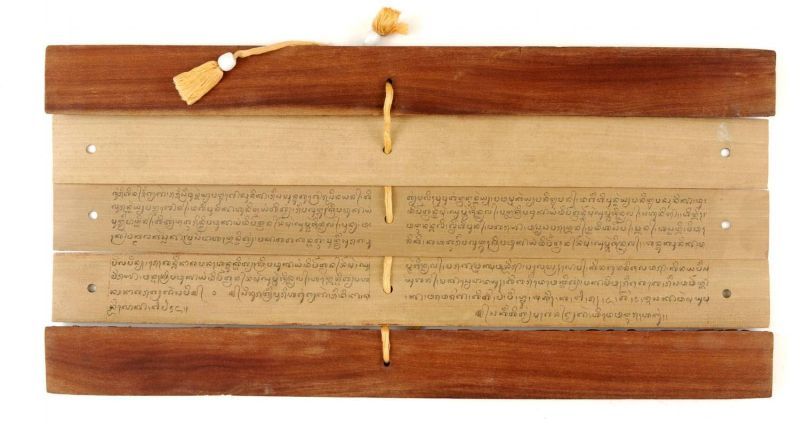
Um manuscrito de texto hindu em folha de palmeira de Bali, Indonésia, mostrando como os manuscritos foram amarrados em um livro

Manuscritos em folha de palmeira são manuscritos feitos de folhas de palmeira secas. Essas folhas eram usadas como material de escrita no subcontinente indiano e no sudeste da Ásia, de acordo com datações do século V a.C., mas possivelmente eram usadas desde muito antes. Sua utilização começou no sul da Ásia e se espalhou em outros lugares, como textos sobre folhas de palmeira secas do gênero Borassus tratadas com fumaça, ou da folha ola (folha de Corypha umbraculifera).
Um dos mais antigos manuscritos em folha de palmeira de um tratado completo é um texto xivaíta em sânscrito do século IX, descoberto no Nepal, agora mantido na Biblioteca da Universidade de Cambridge. O Manuscrito de Spitzer é uma coleção de fragmentos de folhas de palmeira encontrados nas Cavernas Kizil, na China. Eles são datados de c. século II d.C. e são os mais antigos manuscritos filosóficos conhecidos em sânscrito.

## História
O texto em manuscritos em folha de palmeira era inscrito com uma caneta de faca em corte retangular e folhas de folha de palmeira curada; os corantes eram então aplicados na superfície e removidos, deixando a tinta nas ranhuras incisas. Cada folha normalmente tinha um orifício pelo qual um barbante podia passar e, com ele, as folhas eram amarradas com um barbante como um livro. Um texto em folha de palmeira assim criado duraria normalmente entre algumas décadas e cerca de 600 anos antes de se decompor devido à umidade, atividade de insetos, mofo e fragilidade. Portanto, o documento teve de ser copiado em novos conjuntos de folhas de palmeira secas. Os mais antigos manuscritos indianos em folhas de palmeira sobreviventes foram encontrados em climas mais frios e secos, como em partes do Nepal, Tibete e Ásia Central, a fonte dos manuscritos do primeiro milênio E.C.
As folhas individuais de folhas de palmeira eram chamadas de Patra ou Parna em sânscrito (Pali / Prakrit: Panna ), e o meio, quando pronto para escrever, era chamado de Tada-patra (ou Tala-patra, Tali, Tadi ). O famoso manuscrito indiano do século V d.C., chamado Manuscrito Bower, descoberto no Turquestão chinês, foi escrito em folhas de casca de bétula em forma de folhas de palmeira tratadas.
Os templos hindus frequentemente serviam como centros onde manuscritos antigos eram rotineiramente usados para aprendizado e onde os textos eram copiados quando se desgastavam. No sul da Índia, os templos e monastérios associados serviam a funções de custódia e um grande número de manuscritos sobre filosofia hindu, poesia, gramática e outros assuntos foram escritos, multiplicados e preservados dentro dos templos. Evidências arqueológicas e epigráficas indicam a existência de bibliotecas chamadas Sarasvati-bhandara, datadas possivelmente do início do século XII, que empregavam bibliotecários e eram vinculadas a templos hindus. Manuscritos em folha de palmeira também foram preservados dentro de templos Jain e em mosteiros budistas.
Com a disseminação da cultura indiana para países do sudeste asiático, como Indonésia, Camboja, Tailândia e Filipinas, essas nações também se tornaram lar de grandes coleções. Manuscritos de folha de palmeira, chamados Lontar, preservados em bibliotecas de pedra foram descobertos por arqueólogos em templos hindus em Bali, Indonésia e em templos cambojanos do século X, como Angkor Wat e Banteay Srei.
Um dos mais antigos manuscritos sânscritos sobreviventes em folhas de palmeira é o Parameshvaratantra, um texto Shaiva Siddhanta do hinduísmo, datado de cerca de c. 828 d.C. A coleção de folhas de palmeira descoberta também inclui algumas partes de outro texto, o Jñānārṇavamahātantra, atualmente na posse da Universidade de Cambridge.
Com a introdução das impressoras no início do século XIX, o ciclo de cópia das folhas de palmeira quase acabou. Muitos governos estão fazendo esforços para preservar o que resta de seus documentos em folha de palmeira.

## Relação com o design de sistemas de escrita
O design redondo e cursivo das letras de muitas escritas do sul da Índia e do sudeste asiático, como Devanagari, Nandinagari, Telugu, Lontara, Javanês, Balinês, Odia, Birmanês, Tamil, Khmer e assim por diante, pode ser uma adaptação ao uso de folhas de palmeira, já que letras angulares podem rasgar as folhas.

## Variações regionais

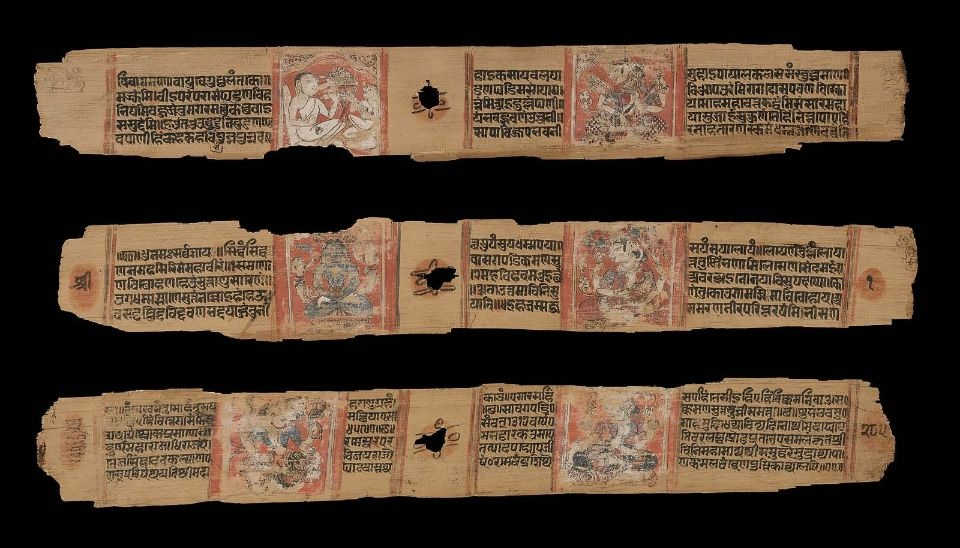
Um manuscrito em folha de palmeira Jain proveniente do Rajastão

### Odisha
Manuscritos em folha de palmeira de Odisha incluem escrituras, imagens de Devadasi e vários mudras do Kama Sutra. Algumas das primeiras descobertas de manuscritos em folha de palmeira Odia incluem escritos como Smaradipika, Ratimanjari, Pancasayaka e Anangaranga em Odia e Sânscrito. O Museu Estadual de Odisha, em Bhubaneswar, abriga 40.000 manuscritos em folhas de palmeira. A maioria deles foi redigido na escrita Odia, embora a língua seja o sânscrito. O manuscrito mais antigo aqui pertence ao século XIV, mas o texto pode ser datado do século II.

### Kerala

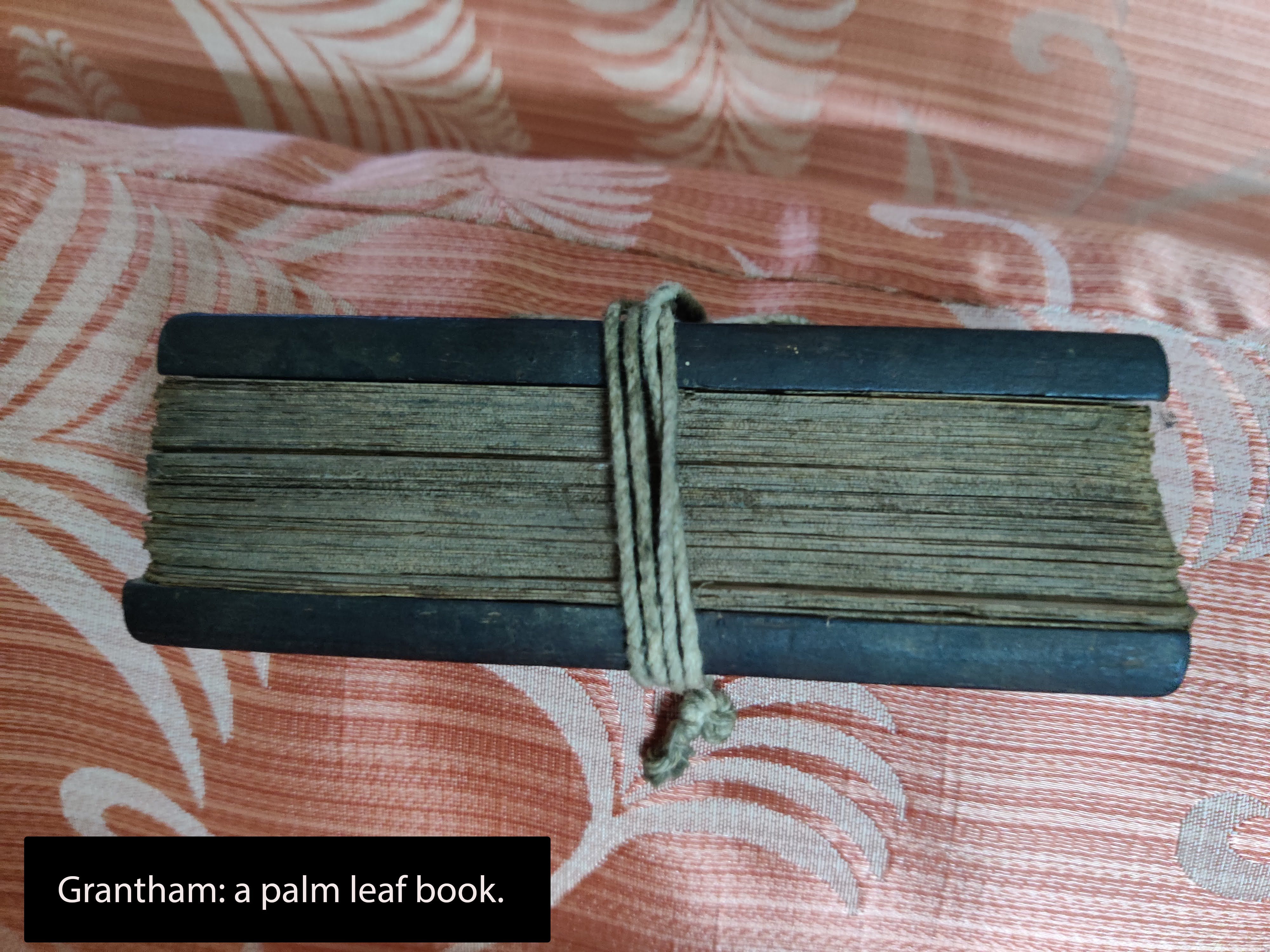
Manuscrito em folha de palmeira
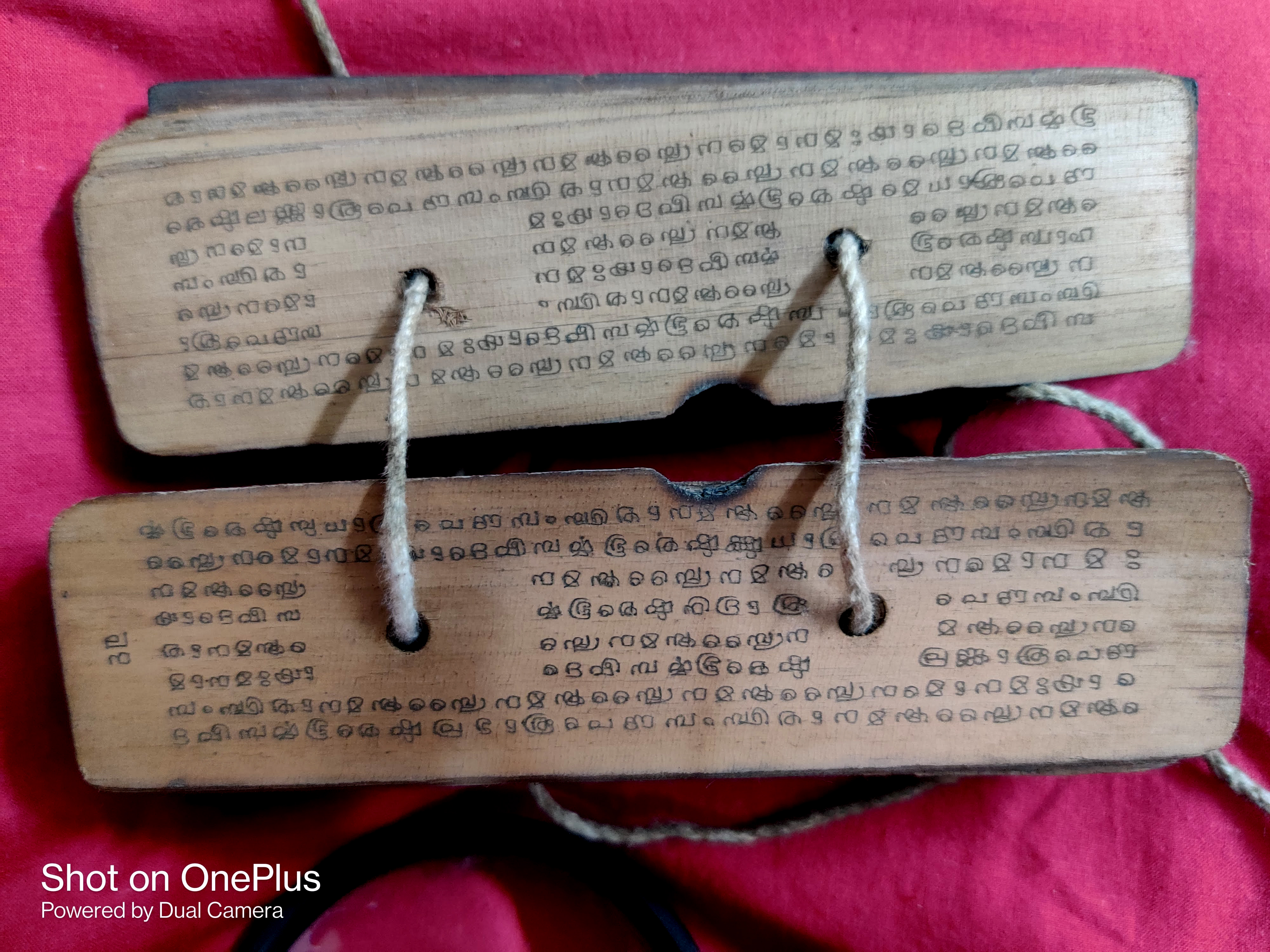
Manuscrito em folha de palmeira
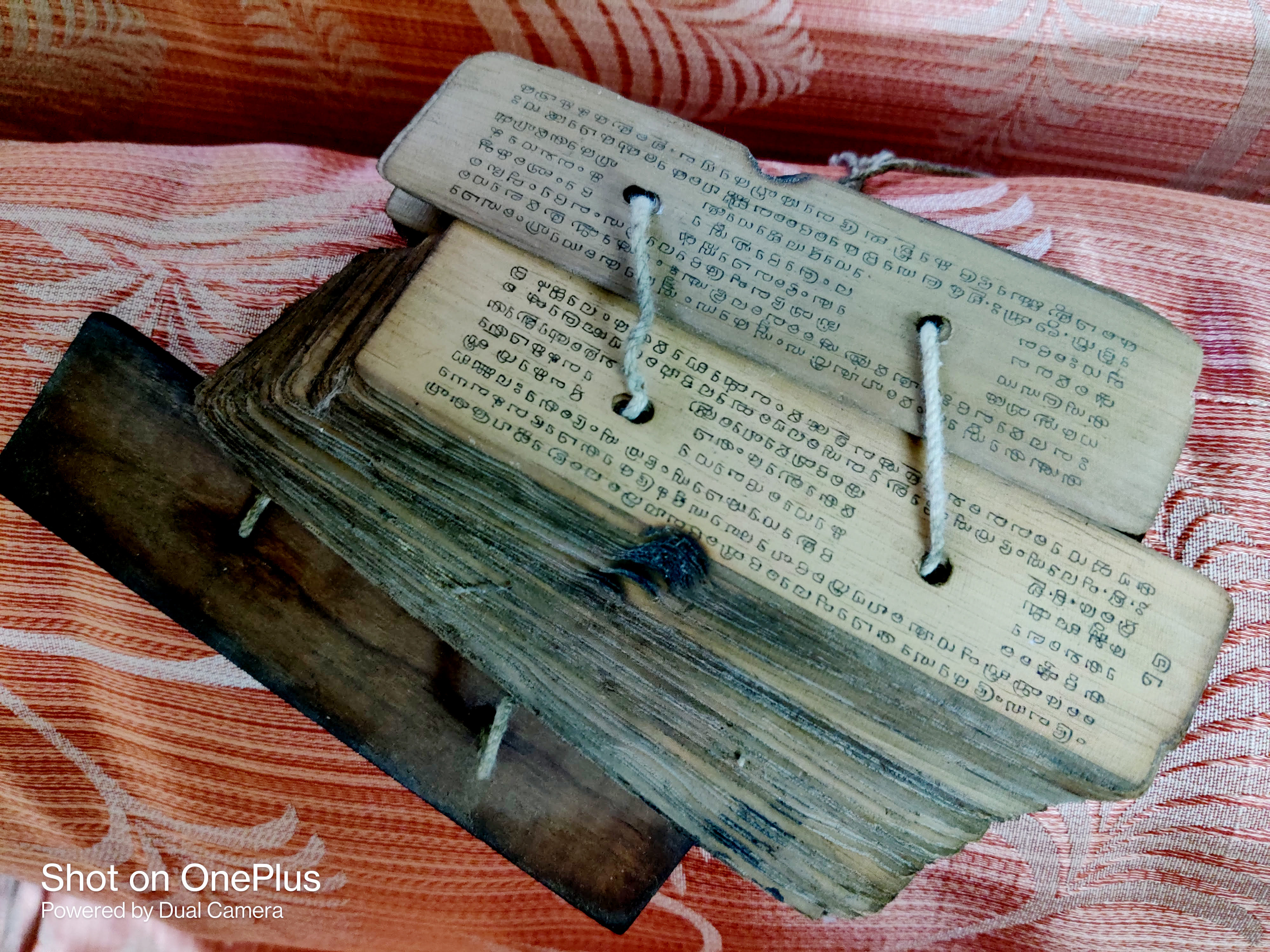
Manuscrito em folha de palmeira

### Tamil Nadu

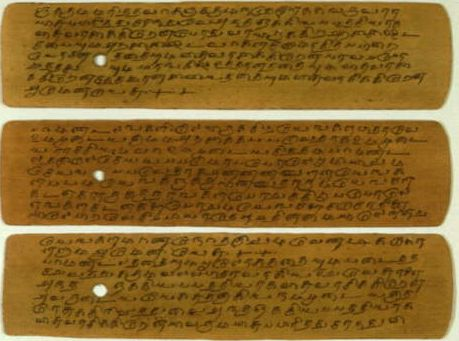
Orações cristãs do século XVI em, em manuscritos de folhas de palmeira

Em 1997, a Organização das Nações Unidas para a Educação, a Ciência e a Cultura (UNESCO)) reconheceu a Coleção de Manuscritos Médicos em Tâmil como parte do Registro do Memória do Mundo. Um bom exemplo de uso de manuscritos em folha de palmeira para armazenar a história é um livro de gramática Tamil chamado Tolkappiyam, que foi escrito por volta do século III a.C. Um projeto de digitalização global liderado pela Tamil Heritage Foundation coleta, preserva, digitaliza e disponibiliza documentos manuscritos em folhas de palmeira antigos para os usuários através da Internet.

### Java e Bali
Na Indonésia, o manuscrito em folha de palmeira é chamado lontar. A escrita indonésia é a forma moderna de rontal do javanês antigo. É composta por duas palavras javanesas antigas: ron ("folha") e tal ("palmeira", Borassus flabellifer). Devido ao formato das folhas da palmeira, que se espalham em leque, essas árvores também são conhecidas como "lequeiras". As folhas da árvore rontal sempre foram usadas para muitos propósitos, como para fazer esteiras trançadas, embalagens de açúcar de palma, colheres de água, enfeites, ferramentas rituais e material de escrita. Hoje, a arte de escrever em rontal ainda sobrevive em Bali, realizada pelos brâmanes balineses como um dever sagrado de reescrever textos hindus.

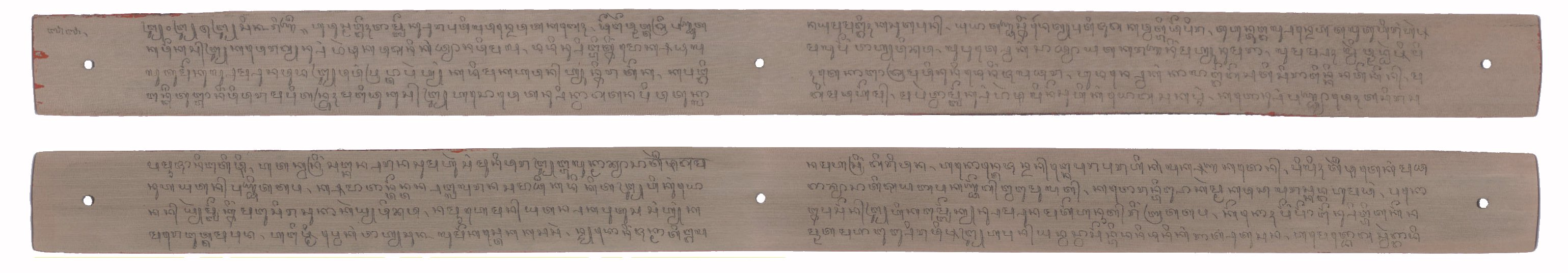
Manuscrito balinês em folha de palmeira Kakawin Arjunawiwāha

Muitos manuscritos antigos datados da antiga Java, Indonésia, foram escritos em rontal. Manuscritos datados dos séculos XIV a XV, durante o período Majapait Alguns foram encontrados ainda antes, como o Arjunawiwaha, o Smaradahana, o Nagarakretagama e o Kakawin Sutasoma, que foram descobertos nas ilhas vizinhas de Bali e Lomboque. Isso sugere que a tradição de preservar, copiar e reescrever manuscritos em folha de palmeira continuou por séculos. Outros manuscritos em folha de palmeira incluem obras em língua sundanesa: o Carita Parahyangan, o Sanghyang Siksakandang Karesian e o Bujangga Manik.

## Preparação e preservação
As folhas de palmeira são primeiro cozidas e secas. O escritor então usa um estilete para inscrever as letras. Colorações naturais são aplicadas na superfície para que a tinta grude nas ranhuras. Este processo é semelhante à impressão em talhe doce. Em seguida, um pano limpo é usado para tirar o excesso de tinta e o manuscrito da folha é feito. Os detalhes podem ser encontrados nos vídeos listados na seção de ligações externas.